# Нові Карашиди
Нові Караши́ди (рос. Новые Карашиды, башк. Яңы Ҡарашиҙе) — присілок у складі Уфимського району Башкортостану, Росія. Входить до складу Черкаської сільської ради.
Населення — 97 осіб (2010; 104 в 2002).
Національний склад:
- башкири — 89 %